# Stephen Bradley
Pour les articles homonymes, voir Stephen Bradley (homonymie) et Bradley.
Stephen Bradley, né le 19 novembre 1984 à Dublin en Irlande, est un footballeur irlandais devenu entraîneur de football. 
Après avoir fréquenté le centre de formation du club anglais d'Arsenal, il passe la majeure partie de sa carrière dans des clubs irlandais : Drogheda United, Shamrock Rovers, St. Patrick's Athletic et Limerick FC. 
Il poursuit sa carrière sportive en devenant entraîneur, d'abord en tant qu'adjoint aux Shamrock Rovers, avant de prendre la tête de l'équipe première après le limogeage de Pat Fenlon en juillet 2016.

## Carrière sportive

### En club
Stephen Bradley commence le football dès son plus jeune âge à Dublin Il joue alors au sein du Lourdes Celtic, le club de son école. Il rejoint ensuite le prestigieux club anglais d'Arsenal Football Club et devient capitaine de l'équipe réserve entraînée par Liam Brady. Mais jamais il ne parvient à accéder à l'équipe première. Après un prêt au club écossais de Dunfermline Athletic où il dispute cinq matchs, il est transféré en Irlande à Drogheda United
Dès sa première saison à Drogheda, Bradley fait partie de l'équipe qui remporte la Coupe d'Irlande. Deux ans plus tard, il remporte le championnat d'Irlande. Il quitte alors le club après avoir joué 29 matchs et marqué 7 buts. Il est alors transféré vers une équipe écossaise de première division, le Falkirk FC Il y joue quatre matchs avant d'être écarté dès le mois de juillet suivant. Il revient alors en Irlande et signe aux Shamrock Rovers.
Il intègre alors l'équipe dirigée par Michael O'Neill et réalise ses débuts dès le premier match de la saison contre les Bray Wanderers. Lors de cette première saison à Dublin, il joue 30 matchs. La deuxième saison est moins dense avec seulement 16 matchs, mais cette année-là il remporte le championnat pour la deuxième fois. Cette victoire en championnat lui permet de disputer la saison suivante les phases préliminaires de la Ligue Europa, où il joue trois matchs. Il dispute un total de 11 matchs en Ligue Europa au cours de sa carrière.

### En équipe nationale
Stephen Bradley est sélectionné dans plusieurs équipes nationales de jeunes en Irlande : moins de 14 ans, moins de 16 ans et moins de 21 ans. Ainsi, il participe aux éliminatoires du championnat d'Europe des moins de 16 ans 2001, lors desquels l'Irlande est éliminée par l'Espagne de Fernando Torres, futur vainqueur de la compétition.

### En tant qu'entraineur
Stephen Bradley est depuis 2016 l'entraîneur des Shamrock Rovers.
Il remporte avec les Shamrock Rovers la coupe d'Irlande 2019 et le championnat d'Irlande en 2020, 2021 et 2022.

## Palmarès
- Championnat d'Irlande
  - Vainqueur en 2007 avec Drogheda United
  - Vainqueur en 2010 avec les Shamrock Rovers
  - Vainqueur en 2020, 2021, 2022 et 2023 avec les Shamrock Rovers (entraîneur)

- Championnat d'Irlande deuxième division
  - Vainqueur en 2012 avec le Limerick FC

- Coupe d'Irlande
  - Vainqueur en 2005 avec Drogheda United
  - Vainqueur en 2019 avec les Shamrock Rovers (entraîneur)

- Setanta Sports Cup
  - Vainqueur en 2006 et 2007 avec Drogheda United

- Leinster Senior Cup
  - Vainqueur en 2011 avec St. Patrick's Athletic

- Munster Senior Cup
  - Vainqueur en 2012 avec le Limerick FC

- Figure dans l'équipe type du championnat d'Irlande (First Division) en 2012